# Вілліам Гомес
Вілліам Гомес Карвальо Сантос (порт.-браз. William Gomes Carvalho Santos; нар. 15 березня 2006) — бразильський футболіст, лівий вінгер клубу «Порту».

## Клубна кар'єра
Вілліам Гомес приєднався до футбольної академії клубу «Сан-Паулу» у 2021 році у віці 15 років. У березні 2023 року підписав свій перший професійний контракт з клубом з опцією викупу у розмірі 440 млн бразильських реалів. 22 листопада 2023 року дебютував в основному складі «Сан-Паулу» у матчі бразильської Серії A проти «Флуміненсе». Загалом зіграв за рідний клуб 19 ігор в усіх турнірах, забивши 3 голи.
27 січня 2025 року Гомес перейшов у португальське «Порту», підписавши п'ятирічний контракт. «Дракони» заплатили 9 мільйонів євро за 80 % майнових прав гравця.

## Кар'єра у збірній
Виступав за збірні Бразилії до 15 та до 17 років.